# Ghiacciaio Hearfield
Il ghiacciaio Hearfield è un ghiacciaio lungo circa 25 km situato nella parte nord-occidentale della Dipendenza di Ross, nell'Antartide orientale. Il ghiacciaio Hearfield, il cui punto più alto si trova a circa 2000 m s.l.m., si trova sulla costa di Borchgrevink, nella parte orientale dei monti della Vittoria, dove fluisce verso sud-est, scorrendo lungo il versante meridionale della dorsale dei Cartografi e quello settentrionale dei picchi Capling e Albridge, fino a unire il proprio flusso a quello del ghiacciaio Trafalgar.

## Storia
Il ghiacciaio Hearfield è stato così battezzato dai membri del reparto settentrionale della spedizione di esplorazione antartica svolta nel 1962-63 dal club antartico neozelandese, in onore di B. Hearfield, un noto alpinista neozelandese che prese parte alla spedizione neozelandese di ricognizione antartica svolta nel 1957-58 che effettuò indagini nell'area del ghiacciaio Tucker.